# Jabkanec
Jabkance jsou sladké bramborové placky s tvarohem a posypané cukrem. Název nepochází, jak by se zdálo z jablek, ale z archaického pojmenování brambor v okolí České Třebové – „zemní jabka“.

## Jabkancová pouť
Tradičně se v České Třebové pořádá v listopadu „Jabkancová pouť“. Jabkancovou pouť pořádá Spolek od sv. Kateřiny. Pouť je spojena s oslavou této světice u chalupy „U Kostelíčka“ již více než 50 let. Jabkance se prodávají od rána, o zábavu se starají „jabkancoví umělci“.